# Аралык
Аралык (тур. Aralık) — город и район в провинции Ыгдыр (Турция).

## Население
По данным «Кавказского календаря» на 1910 год, к 1908 году в селе проживало 448 человек, в основном карапапахи.